# Nicolas Meister (Tennisspieler)
Nicolas Meister (* 15. Mai 1989 in Santa Ana, Kalifornien) ist ein US-amerikanischer Tennisspieler.

## Karriere
Nicolas Meister spielt hauptsächlich auf der ATP Challenger Tour und der ITF Future Tour. Er feierte bislang zwei Einzel- und zehn Doppelsiege auf der Future Tour. Auf der Challenger Tour gewann er bis jetzt an der Seite von Eric Quigley das Doppelturnier von Dallas im Jahr 2016.
Sein Debüt im Einzel auf der ATP World Tour gab er im Juli 2012 beim Farmers Classic, wo er sich für das Hauptfeld qualifizierte, dort jedoch in der ersten Hauptrunde an Xavier Malisse klar in zwei Sätzen scheiterte. Seinen ersten Auftritt auf World-Tour-Level im Doppel hatte er zusammen mit Marcos Giron, mit dem er ein Doppelpaar bildete, ebenfalls beim Farmers Classic im Juli 2012. Dort verloren die beiden in der ersten Runde gegen Rajeev Ram und Michael Russell mit 6:7 und 2:6.

## Erfolge
| Legende (Anzahl der Siege)  |
| Grand Slam                  |
| ATP World Tour Finals       |
| ATP World Tour Masters 1000 |
| ATP World Tour 500          |
| ATP World Tour 250          |
| ATP Challenger Tour (1)     |

### Doppel

#### Turniersiege
| Nr. | Datum           | Turnier | Belag         | Partner      | Finalgegner                 | Ergebnis |
| --- | --------------- | ------- | ------------- | ------------ | --------------------------- | -------- |
| 1.  | 6. Februar 2016 | Dallas  | Hartplatz (i) | Eric Quigley | Sekou Bangoura Dean O’Brien | 6:1, 6:1 |